# ليام نيفين
ليام نيفين (بالإنجليزية: Liam Nevin)‏ هو مؤرخ أيرلندي، ولد في 1 مارس 1951 في Maynooth ‏ في جمهورية أيرلندا.